# Hubert Wołąkiewicz
Hubert Wołąkiewicz (Skarżysko-Kamienna, Santa Creu, 21 d'octubre de 1985) és un futbolista polonès que actualment juga de defensa pel Lech Poznań de l'Ekstraklasa.

## Carrera de clubs
El 2011 va signar contracte amb el Lech Poznań.

## Internacional
Va debutar a nivell internacional amb la selecció polonesa el 12 d'octubre de 2010 en un empat 2 a 2 contra Equador.